# Katayef
Katayef, atayef ou qatayef, é um doce tradicionalmente servido durante o Ramadan nos países árabes, que consiste em pasteis recheados com um doce de nozes e coco ou queijo branco. 
A massa é feita com farinha de trigo, sal e levedura ativada em água morna; deixa-se levedar até duplicar o volume e então mistura-se bicarbonato de sódio e gotas de sumo de limão. Fazem-se pequenos crepes com a massa e assam-se, apenas dum lado, numa frigideira untada. Põe-se em cada crepe um pouco de mistura de nozes moídas com açúcar (ou mel), coco ralado e opcionalmente passas de uva. Dobram-se os crepes e fecham-se pelas bordas; pincela-se cada um com manteiga derretida e assam no forno. Os katayef podem igualmente ser fritos em óleo quente.
Uma variante, bastante popular, é rechear os pasteis com queijo branco misturado com manteiga. São normalmente servidos com um xarope feito com água, açúcar, sumo de limão e canela.
Estes doces são muito semelhantes aos shakarbura do Azerbaijão, também preparados para uma festa tradicional, o Novruz.